# Unapologetic
„Unapologetic” este cel de-al șaptelea album de studio a artistei barbadiene Rihanna. Acesta a fost lansat pe data de 19 noiembrie 2012, de casele de discuri Def Jam Recordings și SRP Records. A fost înregistrat între iunie și noiembrie 2012, în timpul promovării celui de-al șaselea album de studio, Talk That Talk (2011). Ca producător executiv, Rihanna a lucrat împreună cu colaboratori anteriori: The-Dream, David Guetta, Chase & Status, și StarGate, și colaboratori noi cum ar fi Parker Ighile, Mike Will Made-It, și Labrinth. Unapologetic este în principal un album pop și R&B care încorporează elemente de dubstep, hip-hop, reggae și EDM în producție, similar cu sunetul a albumelor ei anterioare Talk That Talk și Rated R (2009).

## Lista pieselor
| Nr.             | Titlu                                       | Autor(i)                                                                              | Producer(s)                           | Lungime |  |
| 1.              | „Phresh Out the Runway”                     | David Guetta Giorgio Tuinfort Terius Nash Robyn Fenty                                 | Guetta Tuinfort Nash                  | 3:42    |  |
| 2.              | „Diamonds”                                  | Sia Furler Benny Blanco Mikkel S. Eriksen Tor Erik Hermansen                          | StarGate Benny Blanco                 | 3:45    |  |
| 3.              | „Numb” (featuring Eminem)                   | Sam Dew Fenty Warren Felder Ronald "Flip" Colson Andrew "Pop" Wansel Marshall Mathers | @Oakwud @Flippa123 @PopWansel         | 3:25    |  |
| 4.              | „Pour It Up”                                | Fenty Michael Williams Theron Thomas Timothy Thomas                                   | Mike Will Made It                     | 2:41    |  |
| 5.              | „Loveeeeeee Song” (featuring Future)        | Nayvadius Wilburn Denisea "Blu June" Andrews Fenty                                    | Luney Tunez Mex Manny Future          | 4:16    |  |
| 6.              | „Jump”                                      | Kevin Cossom M. B. Williams Eriksen Hermansen Saul Milton Will Kennard                | StarGate Chase & Status               | 4:24    |  |
| 7.              | „Right Now” (featuring David Guetta)        | Nash Fenty Guetta Eriksen Hermansen Shaffer Smith Tuinfort Nick Rotteveel             | Guetta StarGate Nicky Romero Tuinfort | 3:01    |  |
| 8.              | „What Now”                                  | Olivia Waithe Fenty Parker Ighile Nathan Cassells                                     | Ighile Cassells (co.)                 | 4:03    |  |
| 9.              | „Stay” (featuring Mikky Ekko)               | Ekko Justin Parker Elof Loelv                                                         | Ekko Loelv Parker                     | 4:00    |  |
| 10.             | „Nobody's Business” (featuring Chris Brown) | Nash Fenty Carlos "Los" McKinney                                                      | Nash Carlos "Los" McKinney            | 3:36    |  |
| 11.             | „Love Without Tragedy / Mother Mary”        | Nash Fenty McKinney                                                                   | Nash McKinney                         | 6:58    |  |
| 12.             | „Get It Over With”                          | James Fauntleroy Fenty Brian Seals                                                    | Brian Kennedy                         | 3:31    |  |
| 13.             | „No Love Allowed”                           | Sean "Elijah Blake" Fenton Fenty Alexander Izquierdo Ernest Wilson Steve Wyreman      | No ID                                 | 4:09    |  |
| 14.             | „Lost in Paradise”                          | Ester Dean Fenty Timothy McKenzie Eriksen Hermansen                                   | StarGate Labrinth                     | 3:35    |  |
| Lungime totală: | Lungime totală:                             | Lungime totală:                                                                       | Lungime totală:                       | 55:06   |  |

| Unapologetic — Deluxe edition (bonus tracks) |                                           |                                           |                                                           |         |  |
| Nr.                                          | Titlu                                     | Autor(i)                                  | Producer(s)                                               | Lungime |  |
| 15.                                          | „Half of Me”                              | Emeli Sandé Shahid Khan Eriksen Hermansen | StarGate Naughty Boy                                      | 3:12    |  |
| 16.                                          | „Diamonds” (Dave Audé 100 Extended Mix)   | Furler Levin Eriksen Hermansen            | StarGate Benny Blanco Audé (add.) Kemal Golden (add.)     | 5:03    |  |
| 17.                                          | „Diamonds” (Gregor Salto Downtempo Remix) | Furler Levin Eriksen Hermansen            | StarGate Benny Blanco Salto (add.) Tzvetin Todorov (add.) | 4:29    |  |
| Lungime totală:                              | Lungime totală:                           | Lungime totală:                           | Lungime totală:                                           | 67:50   |  |

## Certificări
| Țara                       | Companie       | Certificații (vânzări) |
| -------------------------- | -------------- | ---------------------- |
| Australia                  | (ARIA)         | 70,000                 |
| Austria                    | (IFPI)         | 20,000                 |
| Belgia                     | (BEA)          | 15,000                 |
| Brazilia                   | (ABPD)         | 20,000                 |
| Canada                     | (Music Canada) | 80,000                 |
| Danemarca                  | (IFPI)         | 10,000                 |
| Franța                     | (SNEP)         | 200,000                |
| Germania                   | (BVMI)         | 100,000                |
| Ungaria                    | (MAHASZ)       | 3,000                  |
| Irlanda                    | (IRMA)         | 30,000                 |
| Italia                     | (FIMI)         | 30,000                 |
| Noua Zeelandă              | (RMNZ)         | 7,500                  |
| Mexic                      | (AMPROFON)     | 30,000                 |
| Polonia                    | (ZPAV)         | 60,000                 |
| Spania                     | (PROMUSICAE)   | 20,000                 |
| Suedia                     | (GLF)          | 40,000                 |
| Elveția                    | (IFPI)         | 30,000                 |
| Regatul Unit               | (BPI)          | 600,000                |
| Statele Unite ale Americii | (RIAA)         | 1,200,000              |

Note
- reprezintă „disc de aur”;
- reprezintă „disc de platină”;
- reprezintă „disc de platină dublă”;
- reprezintă „disc de platină triplă”;